# Campanha 10:23

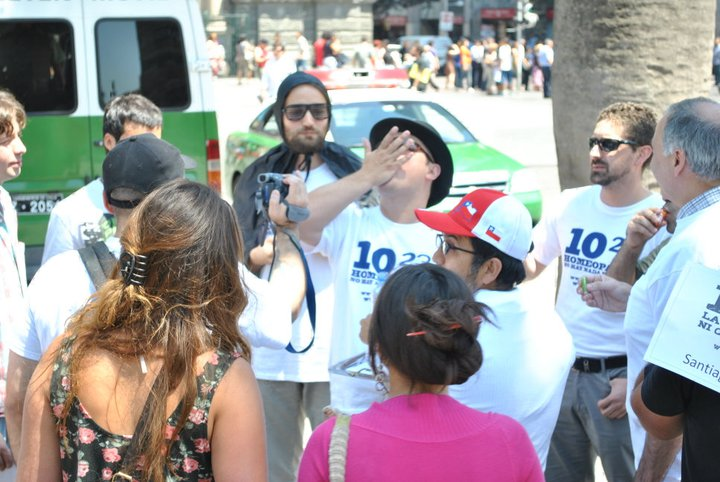
A campanha 10:23 em Santiago, Chile

A Campanha 1023, ou Campanha 10:23, pretende sensibilizar as pessoas para a realidade da homeopatia. É organizada pela Merseyside Skeptics Society, uma organização de céticos do Reino Unido, sem fins lucrativos. A campanha teve participações em cidades por todo mundo, incluindo Portugal e Brasil.
No Brasil, é conhecida por "Homeopatia: é feita de nada". Em 2011 foram realizados eventos locais em São Paulo, Porto Alegre, Natal e Piracicaba.
A campanha 10:23 em Portugal tem o slogan "Homepatia: é só água com açúcar". É agora organizada pela COMCEPT - Comunidade Céptica Portuguesa. A "overdose coletiva" de 2011 realizou-se no Príncipe Real, em Lisboa.
Os participantes opõem-se à venda de produtos homeopáticos devido ao facto de estes não possuírem eficácia comprovada e serem de tal forma diluídos que não passam de açúcar. Afirmam que estes produtos são enganadores e que podem levar as pessoas a atrasar terapêuticas efetivas. Declaram ainda que a homeopatia “não é baseada em ciência, é um absurdo pseudocientífico”.
O nome 10:23, de 1023, é uma referência ao número de Avogadro, que vale aproximadamente {\displaystyle 6\times 10^{23}}. É uma constante científica que pode ser usada para demonstrar que os produtos homeopáticos não contêm ingredientes ativos.

## Eventos

### O Evento 1023em 2010

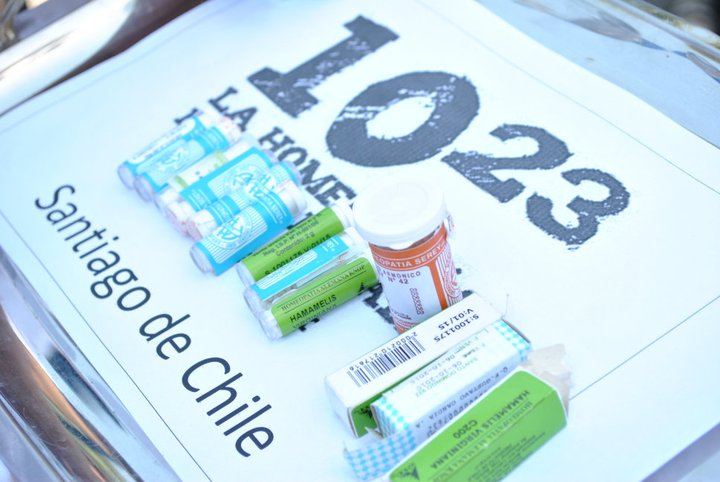
Uma bandeja mostra os produtos usados no "suicídio" no Chile em 2011

A 30 de janeiro de 2011 os membros participaram num protesto envolvendo uma sobredose coletiva de produtos homeopáticos com o objetivo de demonstrar que estes não têm qualquer efeito. A New Zealand Skeptics organizou um protesto similar.[carece de fontes?]

### O Desafio 1023de 2011
Um evento seguinte ocorreu no fim-de-semana de 5-6 de janeiro de 2011. O Desafio 1023 serviu para promover a declaração "Homeopathy - There's Nothing In It".

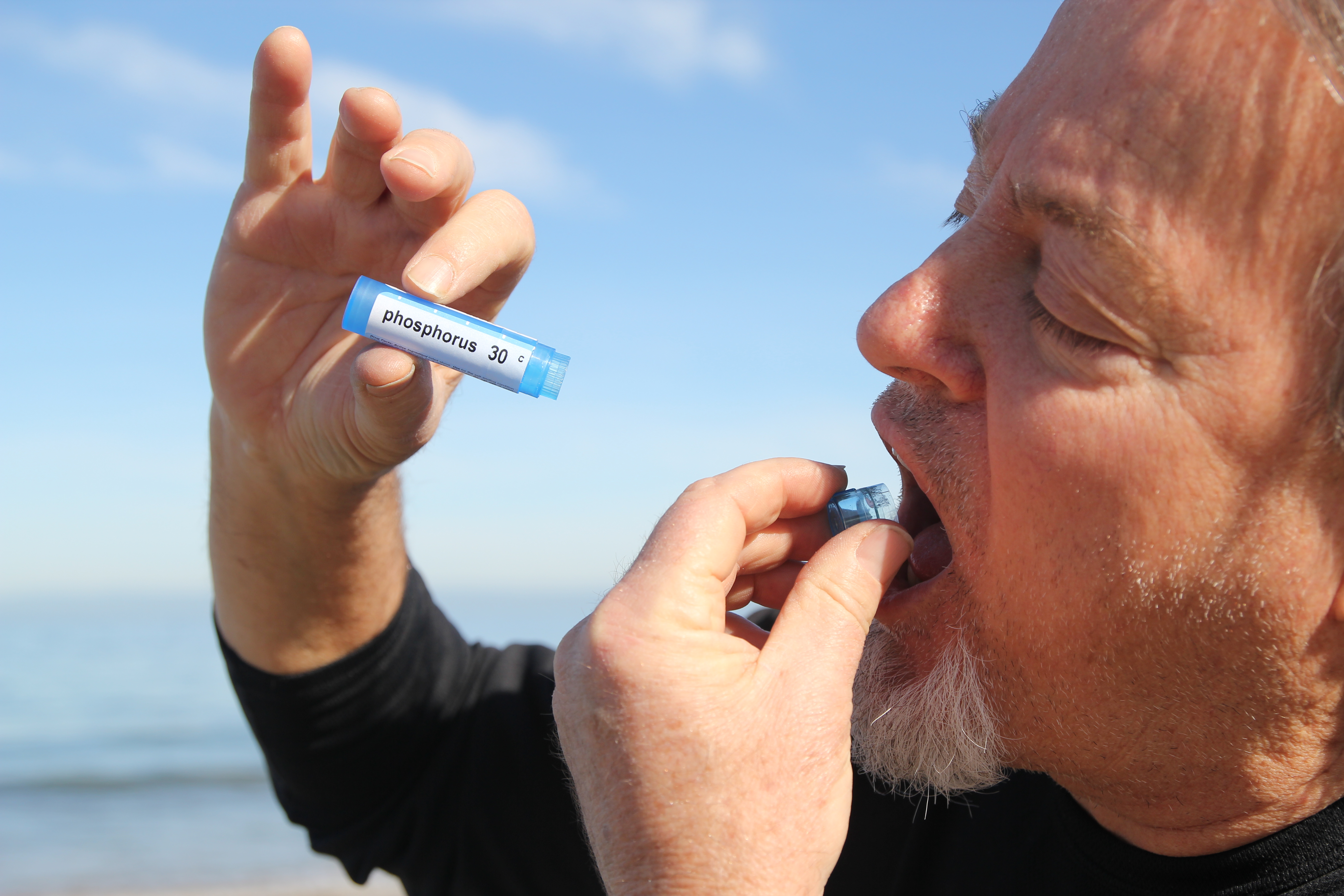
Mark Edward numa overdose de homeopathic phosphorus durante a Campanha 10:23 de 2011, em Monterey, CA

### Outros desafios
James Randi, o fundador da James Randi Educational Foundation, desafiou a homeopatia para participar no desafio de um milhão de dolares. Este desafio estende-se às farmácias e lojas de retalho que apoiam a homeopatia. Randi também toma sobredoses de produtos homeopáticos.[carece de fontes?]

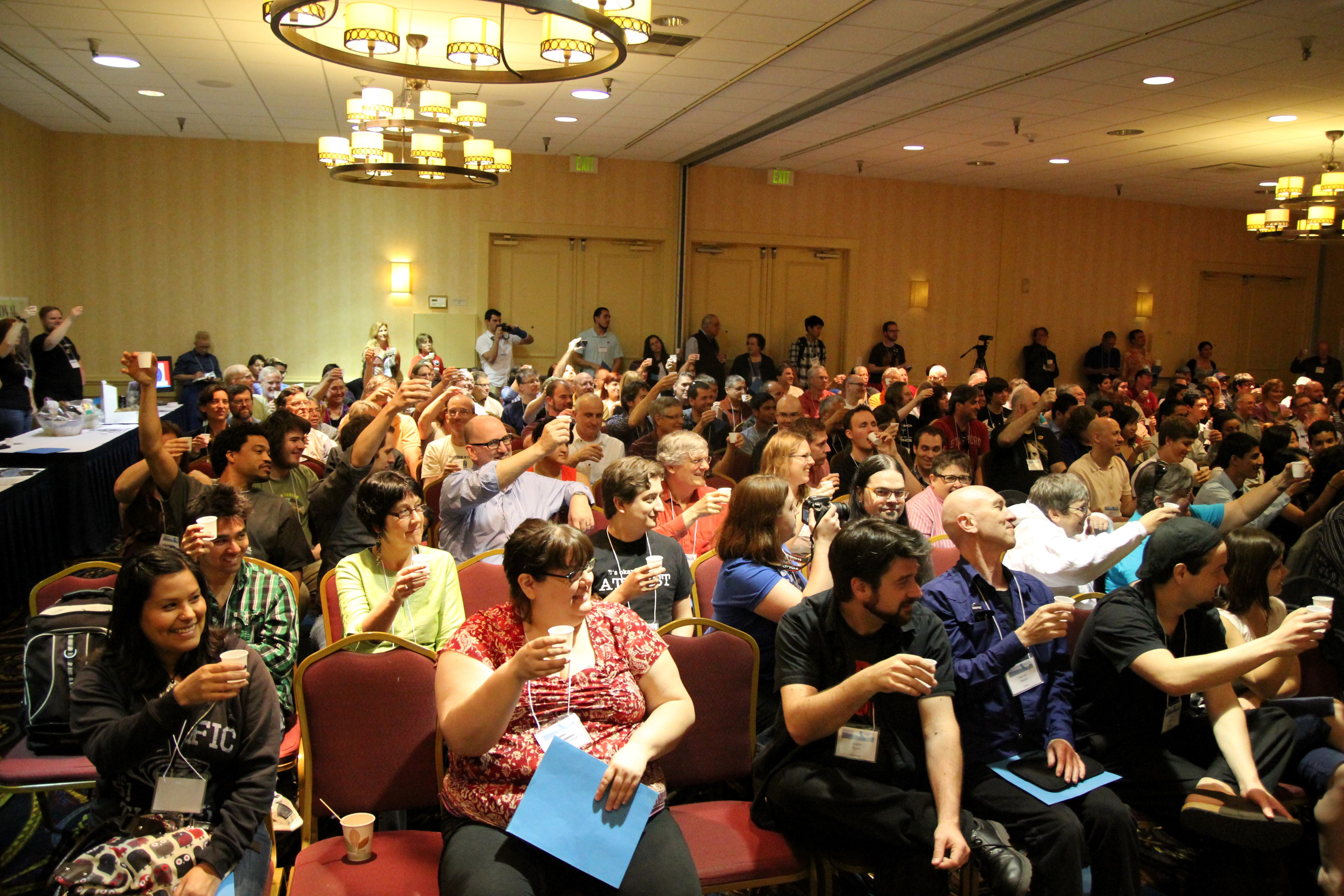
O grupo SkeptiCal a tomar uma sobredose de uma solução homeopática. Berkeley, CA a

Em abril de 2012, na conferência SkeptiCal em Berkeley, mais de 100 pessoas participaram numa sobredose em massa, tomaram caffea cruda que alegadamente serve para tratar a sonolência.

## Participação Internacional
A campanha teve participações por todo o mundo, nomeadamente:
| País                      | Cidade                              |
| ------------------------- | ----------------------------------- |
| Reino Unido               | Manchester                          |
| Austrália                 | Camberra                            |
| Austrália                 | Sydney                              |
| Austrália                 | Melbourne                           |
| Austrália                 | Perth                               |
| Austrália                 | Geelong                             |
| Austrália                 | Brisbane                            |
| Holanda                   | Amesterdão                          |
| Alemanha                  | Berlim                              |
| Alemanha                  | Essen                               |
| Alemanha                  | Colónia                             |
| Alemanha                  | Munique                             |
| Alemanha                  | Frankfurt                           |
| Suécia                    | Estocolmo                           |
| Suécia                    | Gotemburgo                          |
| Suécia                    | Gotemburgo                          |
| Argentina                 | Rosário                             |
| Argentina                 | Buenos Aires                        |
| França                    | Paris                               |
| Finlândia                 | Helsínquia                          |
| Filipinas                 | Puerto Galera                       |
| Chile                     | Santiago                            |
| Suiça                     | Zurique                             |
| Brasil                    | São Paulo                           |
| Brasil                    | Natal                               |
| Brasil                    | Porto Alegre                        |
| África do Sul             | Cidade do Cabo                      |
| México                    | Cidade do México                    |
| México                    | Morelia                             |
| Espanha                   | Bilbau                              |
| Espanha                   | Leão                                |
| Espanha                   | Gijon                               |
| Espanha                   | Saragoça                            |
| Espanha                   | Madrid                              |
| Espanha                   | Barcelona                           |
| Hungria                   | Székesfehérvár                      |
| Hungria                   | Szeged                              |
| Hungria                   | Budapeste                           |
| Portugal                  | Lisboa                              |
| Bélgica                   | Bruxelas                            |
| Áustria                   | Graz                                |
| Áustria                   | Viena                               |
| Estados Unidos da América | Atlanta, GA                         |
| Estados Unidos da América | Tucson, AZ                          |
| Estados Unidos da América | Condado de Monterey, CA             |
| Estados Unidos da América | Hollywood, CA                       |
| Estados Unidos da América | Morgantown, WV                      |
| Estados Unidos da América | São Francisco, CA                   |
| Estados Unidos da América | Phoenix, AZ                         |
| Estados Unidos da América | Poulsbo, WA                         |
| Estados Unidos da América | Honolulu, HI                        |
| Estados Unidos da América | Boston, MA                          |
| Estados Unidos da América | Saylorsburg, PA                     |
| Canada                    | Montreal                            |
| Canada                    | Vancouver                           |
| Canada                    | Toronto                             |
| Canada                    | Ottawa                              |
| Canada                    | Kitchener                           |
| Canada                    | Edmonton                            |
| Canada                    | Winnipeg                            |
| Israel                    | Tel Aviv                            |
| Roménia                   | Bucareste                           |
| Roménia                   | Sibiu                               |
| Roménia                   | Iaşi                                |
| Roménia                   | Timișoara                           |
| Polónia                   | Varsóvia                            |
| Polónia                   | Wrocław                             |
| Nova Zelândia             | Auckland                            |
| Nova Zelândia             | Christchurch                        |
| Nova Zelândia             | Wellington                          |
| Noruega                   | Trondheim                           |
| Noruega                   | Oslo                                |
| República Checa           | Praga                               |
| Antárctica                | A bordo de um navio de investigação |

Como resultado, estão disponíveis 54 vídeos no sítio oficial da Campanha e no Youtube.

#### Australia
Na Austrália a campanha foi coordenada por Kylie Sturgess do podcast Token Skeptic.

#### Reino Unido
No Reino Unido, foram confirmados eventos que teriam lugar em Manchester, da parte do QEDcon e Cardiff.

## Cobertura da comunicação social
- O Australian referiu-se à Campanha 1023 num artigo online.[23]
- O Medical Observer publicou um artigo sobre os efeitos após a Campanha 1023 em Melbourne.[24]
- Dr Ken Harvey de Melbourne disse à Pharmacy News que "a campanha sensibilizaria a Therapeutic Goods Administration (TGA) para a avaliação transparente e as preocupações sobre os produtos homeopáticos."[25]